# Hoplias aimara
Hoplias aimara är en fiskart som först beskrevs av Valenciennes, 1847.  Hoplias aimara ingår i släktet Hoplias och familjen Erythrinidae. Inga underarter finns listade i Catalogue of Life.